# Paris-Roubaix 1957
La 55e édition de la course cycliste Paris-Roubaix a eu lieu le 7 avril 1957 et a été remportée par le Belge Alfred De Bruyne en solitaire.

## Classement final
|    | Cycliste            | Équipe              | Temps           |
| -- | ------------------- | ------------------- | --------------- |
| 1  | Alfred De Bruyne    | Carpano-Coppi       | 7 h 15 min 19 s |
| 2  | Rik van Steenbergen | Elve-Peugeot-Marvan | + 1 min 11 s    |
| 3  | Leon van Daele      | Faema               | + 1 min 11 s    |
| 4  | André Darrigade     | Helyett-Potin       | + 1 min 11 s    |
| 5  | Maurice Mollin      | OK-Cycle Vinke      | + 1 min 11 s    |
| 6  | Raymond Impanis     | Peugeot-BP          | + 1 min 11 s    |
| 7  | Serge Blusson       | Essor               | + 1 min 11 s    |
| 8  | Norbert Kerckhove   | Faema               | + 1 min 11 s    |
| 9  | Joseph Groussard    | Essor               | + 1 min 11 s    |
| 10 | Jacques Dupont      | St.Raphael          | + 1 min 11 s    |